# Sainte-Colombe-des-Bois
Sainte-Colombe-des-bois er en landsby på 122 indbyggere i Frankrigs midte, i departement Nièvre, Bourgogne regionen.
Navnet "Sainte-Colombe des bois" stammer fra en ung pige kaldet Culumba, der levede og døde some martyr i Sens i det 3. århundrede.
I Sainte-Colombe-des-bois, kan man se en kirke der er romano-byzantinsk bygget mellem den 13 og det 16. århundrede og man kan beundre den flotte gammle lind plantet i det 16. århundrede.
47°19′19″N 3°08′29″Ø / 47.3219°N 3.1414°Ø